# Exeter

Położenie dystryktu w hrabstwie Devon

Exeter (wym. /ˈɛksɪtə/) – miasto i dystrykt w Wielkiej Brytanii, ośrodek administracyjny hrabstwa Devon, port nad rzeką Exe, w pobliżu jej ujścia do kanału La Manche. W 2001 roku miasto liczyło 106 772 mieszkańców, a w 2021 roku – 126 175 mieszkańców. W mieście znajduje się główny kampus i siedziba Uniwersytetu w Exeter.

## Położenie
Miasto położone jest w południowo-zachodniej Anglii, we wschodniej części hrabstwa Devon, nad rzeką Exe, która bezpośrednio na południe od Exeteru ma swoje estuarium. Od wybrzeża kanału La Manche miasto oddalone jest o 16 km. W przeszłości rzeka była żeglowna od morza do centrum miasta, utraciła ją jednak na skutek wybudowania w jej dolnym biegu jazów. Żeglugę mniejszych jednostek umożliwia biegnący wzdłuż rzeki kanał Exeter Ship Canal.
Lewobrzeżna (wschodnia) część miasta zlokalizowana jest na wzgórzach o wysokości do 70 m n.p.m., a na północy przekraczających 150 m n.p.m. Część prawobrzeżna (zachodnia) w znacznej mierze położona jest na równinie aluwialnej (ok. 10 m n.p.m.).
Na zachód od miasta znajduje się park narodowy Dartmoor.

## Historia

### Czasy rzymskie
Rzymska nazwa Exeter, Isca Dumnoniorum, sugeruje, że Exeter było kiedyś celtyckim oppidum (jest to łaciński termin oznaczający średnie miasto), istniejącym na brzegach rzeki Exe, zanim Rzymianie założyli swoje miasto ok. roku 50 p.n.e. Takie wczesne miasta, lub „proto-miasta”, występowały w przedrzymskiej Galii, jak to opisuje Juliusz Cezar w Commentarii de Bello Gallico („Zapiskach z wojny galijskiej”), i jest prawdopodobne, że istniały one również w sąsiadującej z nią Brytanii.
Nazwa „Isca” pochodzi od rdzennie celtyckiego wyrazu oznaczającego płynącą wodę, i odnoszonego do rzeki Exe. Rzymianie nazwali miejscowość Isca Dumnoniorum, by odróżnić je od osady Isca Augusta (współczesne Caerleon-on-Usk w Monmouthshire).
Isca Dumnoniorum było najbardziej wysuniętą na południowy zachód, ufortyfikowaną osadą Rzymian w Anglii. Znaczne części rzymskich murów przetrwały do dziś, chociaż obecna widzialna część została w większości zbudowana na rozkaz Alfreda Wielkiego w celu obrony zachodniej części królestwa przed naciskiem wikingów. Zachowały się pozostałości łaźni rzymskich odsłonięte w latach 70., lecz dziś niedostępne dla zwiedzających z powodu zbyt bliskiego sąsiedztwa z katedrą. Exeter był także południowym końcem antycznej, rzymskiej drogi łączącej Exeter z Lincoln, zwanej dzisiaj „Fosse Way”.

### Czasy saksońskie
W roku 876 Exeter zostało zaatakowane i zajęte przez Duńczyków. Król Alfred wypędził ich rok później. W roku 894 miasto było ponownie oblegane przez Duńczyków.
W roku 1067 Exeter zbuntował się przeciwko Wilhelmowi Zdobywcy, który błyskawicznie zaczął oblegać miasto. Miasto poddało się po 18 dniach. Częścią traktatu umowy kapitulacyjnej, było pozostawienie całej szlachty przy ich dotychczasowych tytułach i pozycji tak długo, dopóki nie zostanie wybudowany zamek.

### Średniowiecze
Exeter wzmiankowane jest w Domesday Book (1086) jako Execestre/Essecestra/Exonia. Exeter było zbuntowane przeciwko królowi Stefanowi i w 1140 roku było dowodzone przez Baldwina de Redvers. Miasto skapitulowało po trzech miesiącach oblężenia, kiedy wyczerpały się zapasy wody.

## Demografia
W 2011 roku miasto liczyło 117 773 mieszkańców.
Poniżej przedstawiona jest struktura etniczna, wyznaniowa i językowa miasta (dane ze spisu powszechnego w 2011 roku).
| Grupa etniczna      | Liczba ludności | % ogółu |
| ------------------- | --------------- | ------- |
| Biali – Brytyjczycy | 104 013         | 88,3%   |
| Biali – pozostali   | 5577            | 4,7%    |
| Azjaci – Chińczycy  | 1998            | 1,7%    |
| Azjaci – pozostali  | 2597            | 2,2%    |
| Mieszani            | 1938            | 1,6%    |
| Pozostali           | 1650            | 1,4%    |
| Łącznie             | 117 773         |         |

| Wyznanie        | Liczba ludności | % ogółu |
| --------------- | --------------- | ------- |
| Chrześcijaństwo | 63 486          | 53,9%   |
| Brak wyznania   | 40 862          | 34,7%   |
| Islam           | 1855            | 1,6%    |
| Pozostałe       | 2041            | 1,7%    |
| Brak odpowiedzi | 9529            | 8,1%    |
| Łącznie         | 117 773         |         |

| Język           | Liczba ludności | % ogółu |
| --------------- | --------------- | ------- |
| Język angielski | 106 151         | 93,5%   |
| Języki chińskie | 1519            | 1,3%    |
| Język polski    | 1218            | 1,1%    |
| Pozostałe       | 4666            | 4,1%    |
| Łącznie         | 113 554         |         |

## Administracja i polityka

### Samorząd
Administracyjnie Exeter stanowi dystrykt niemetropolitalny wchodzący w skład hrabstwa Devon, na którego czele stoi Exeter City Council (rada miasta Exeter). Miasto jest również siedzibą władz hrabstwa (Devon County Council).
W radzie miasta zasiada 39 radnych wybieranych na 4-letnią kadencję. Miasto podzielone jest na trzynaście dzielnic (wards), spośród których każda reprezentowana jest przez trzech radnych. Wybory odbywają przez trzy kolejne lata (za każdym razem wybierana jest 1/3 składu rady), po czym następuje roczna przerwa.
W maju 2016 roku rada znajdowała się pod kontrolą Partii Pracy, która posiadała 30 radnych. 8 członków należało do Partii Konserwatywnej a 1 do Liberalnych Demokratów.
Spośród radnych na roczną kadencję wybierany jest lord mayor (lord burmistrz), który pełni funkcje reprezentacyjne. Przywilej ten nadany został miastu w 2002 roku.

### Władza centralna
Miasto znajduje się w granicach dwóch okręgów wyborczych do brytyjskiej Izby Gmin. Okręg wyborczy Exeter obejmuje większą część miasta i wysyła, jak wszystkie inne okręgi, jednego deputowanego (od 1997 Ben Bradshaw, Partia Pracy). Południowo-wschodnia część miasta (w szczególności Topsham, Digby i Sowton) znajduje się w granicach sąsiedniego okręgu East Devon (od 2001 Hugo Swire, Partia Konserwatywna).

### Współpraca międzynarodowa
Exeter prowadzi współpracę z czterema miastami partnerskimi:
- Bad Homburg vor der Höhe, Niemcy (od 1965)
- Rennes, Francja (od 1956)
- Terracina, Włochy (od 1988)
- Jarosław, Rosja (od 1989)

## Zabytki
- romańsko-gotycka katedra (Exeter Cathedral) z XII–XV wieku[26]
- błonie (Cathedral Green) i zaułek katedralny (Cathedral Close) z zabudową – kościół św. Marcina (St Martin’s Church) z XI wieku, kawiarnia (Mol's Coffee House) i domy z XVI wieku[26][27]
- pozostałości romańskiego klasztoru św. Mikołaja (St Nicholas Priory)[26]
- ratusz (Guildhall) z XII–XVI wieku[26][28]
- ruiny średniowiecznego zamku (Rougemont Castle)[29]
- rzymskie mury miejskie[30]
- ruiny mostu nad rzeką Exe z XIII wieku[31]
- nabrzeże (Quayside) i XVII-wieczny urząd celny (Custom House)[32]
- cmentarz Higher Cemetery z zabytkowymi kaplicami, domem dozorcy i pomnikiem-krzyżem upamiętniającym ofiary I wojny światowej oraz 30 grobami polskich lotników, latających w polskich i brytyjskich dywizjonach w czasie II wojny światowej, poległych w latach 1941–1943[33] (m.in. Jana Michałowskiego, dowódca eskadry w dywizjonie 300 i 307 dywizjonu myśliwskiego nocnego „Lwowskich Puchaczy”)

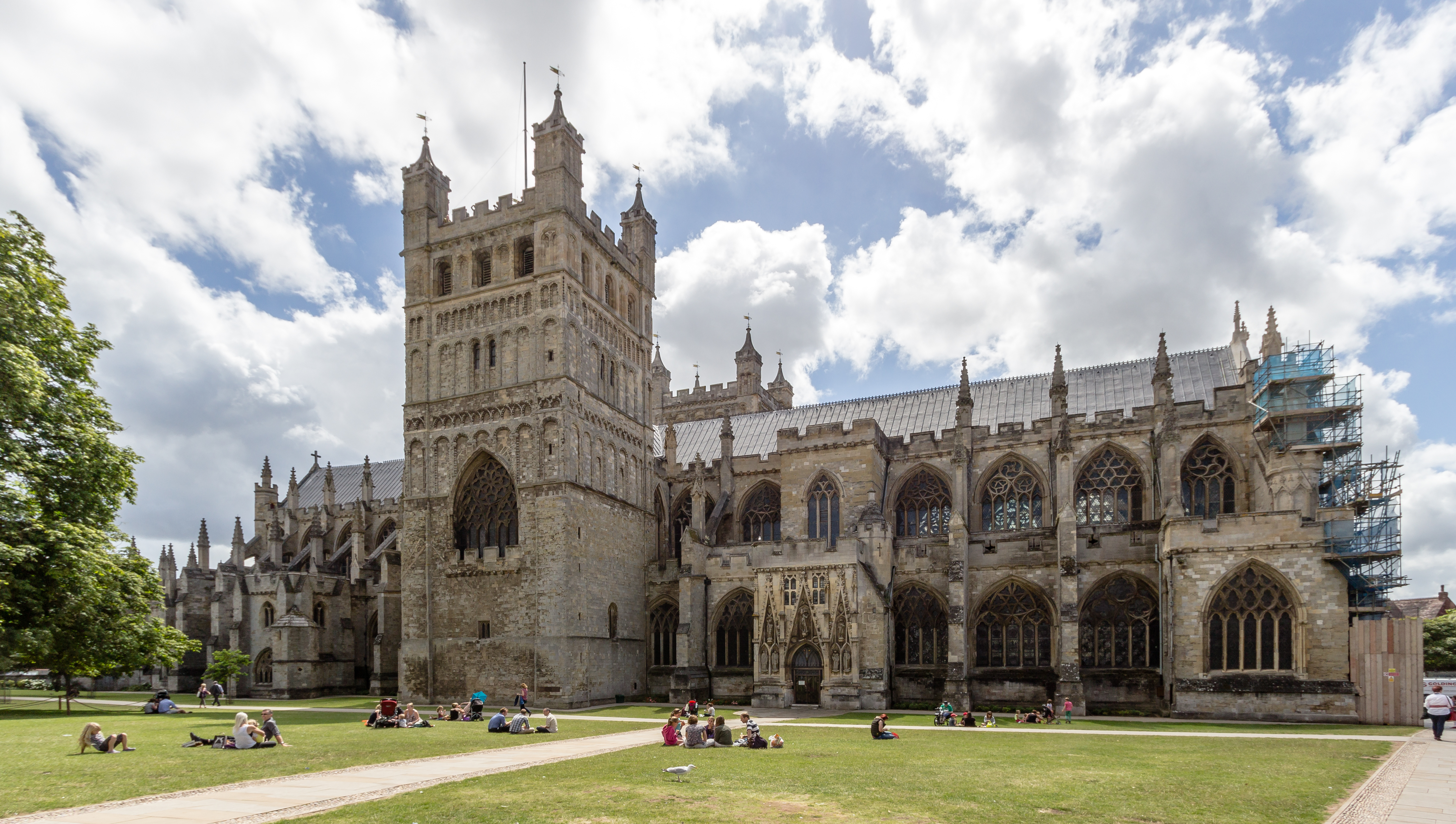
Katedra
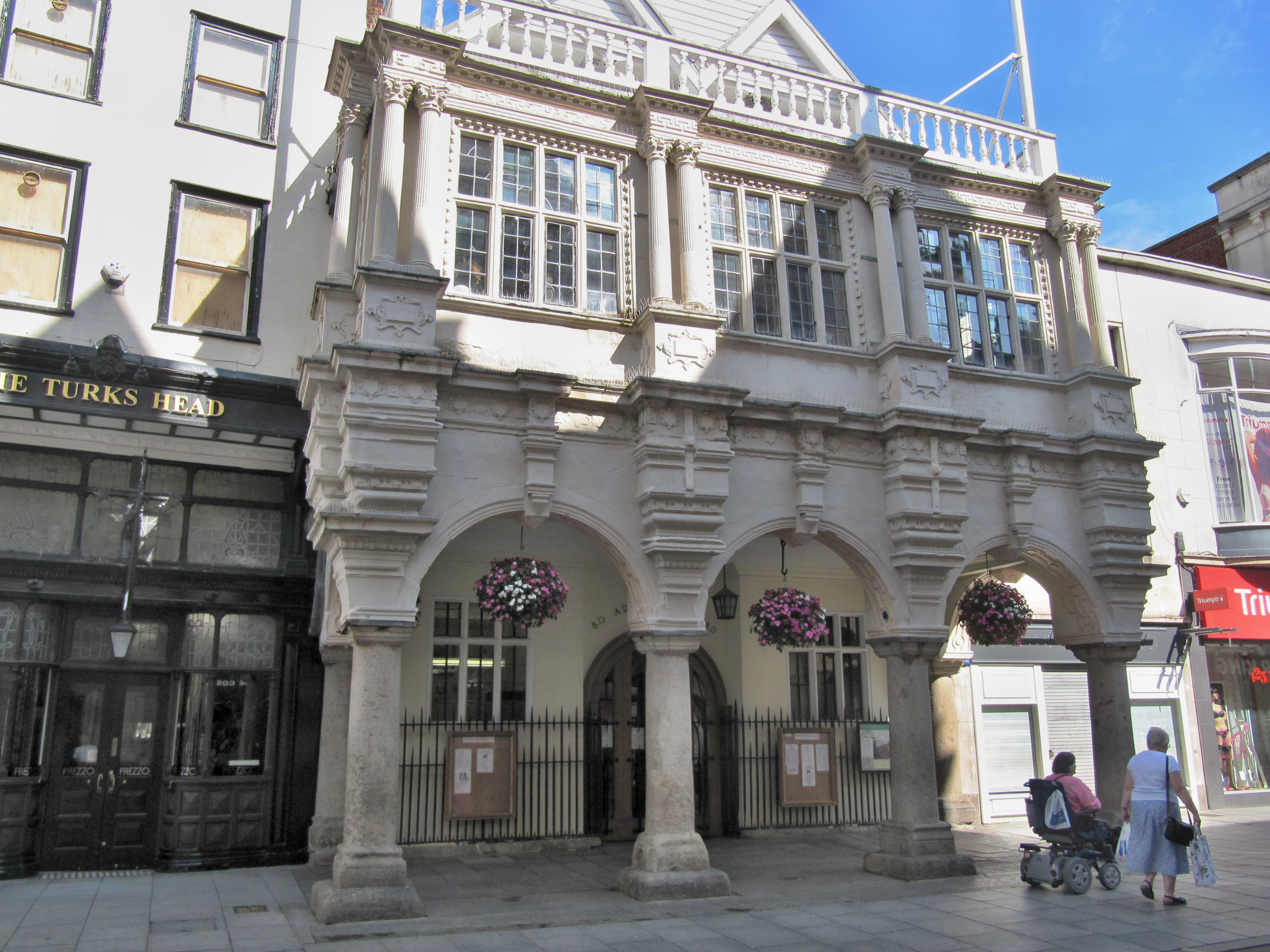
Ratusz
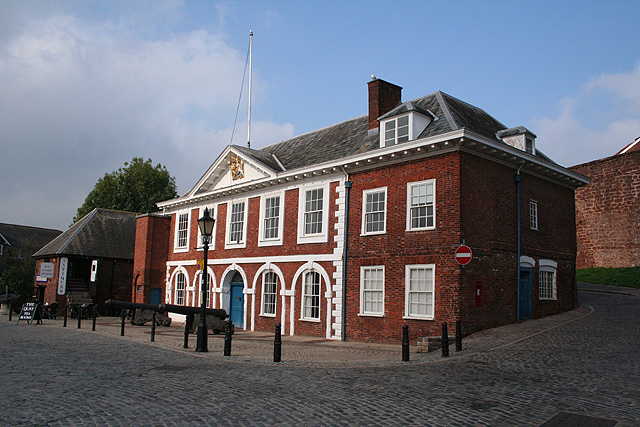
Urząd celny
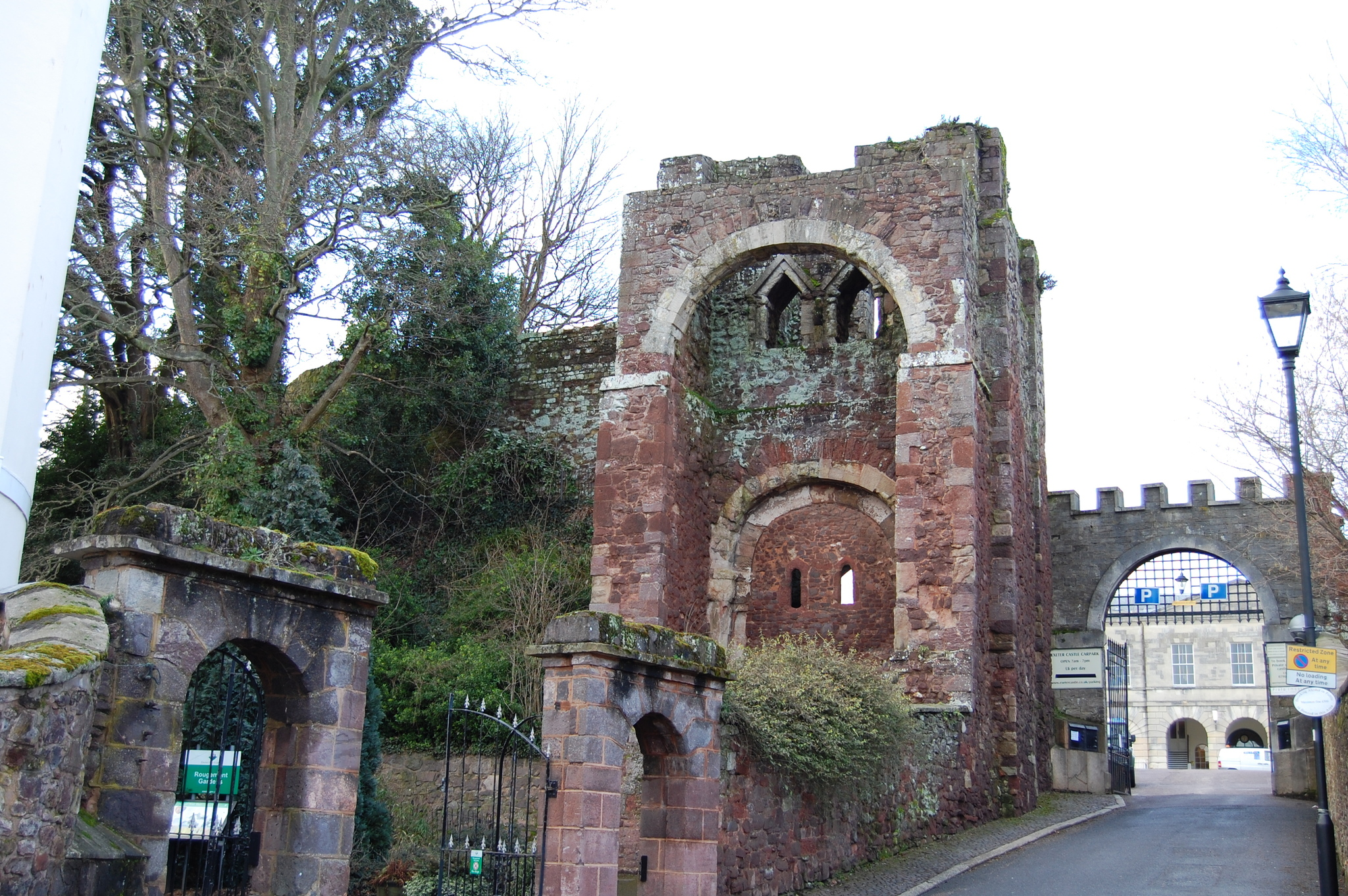
Ruiny zamku Rougemont
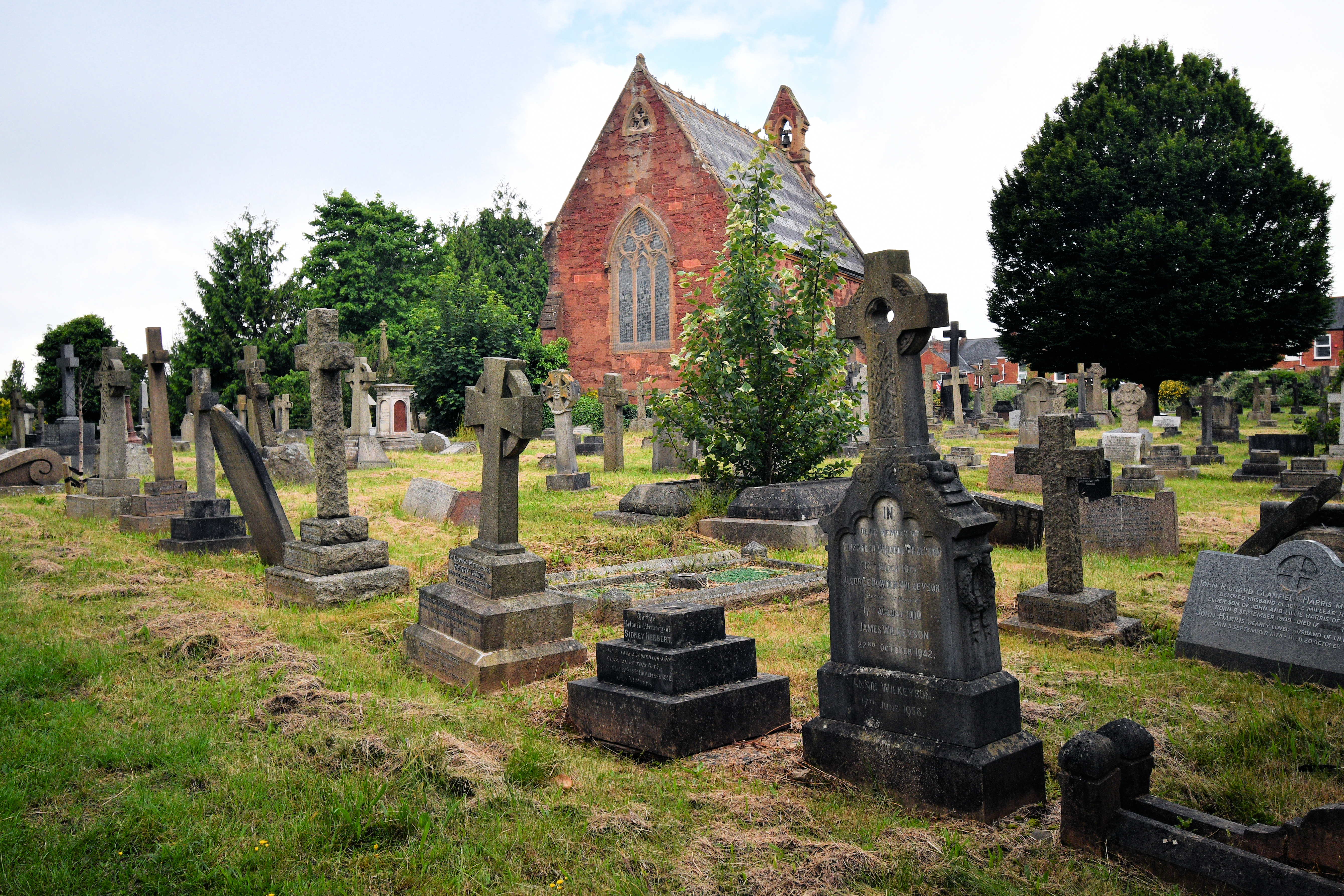
Higher Cemetery

## Gospodarka

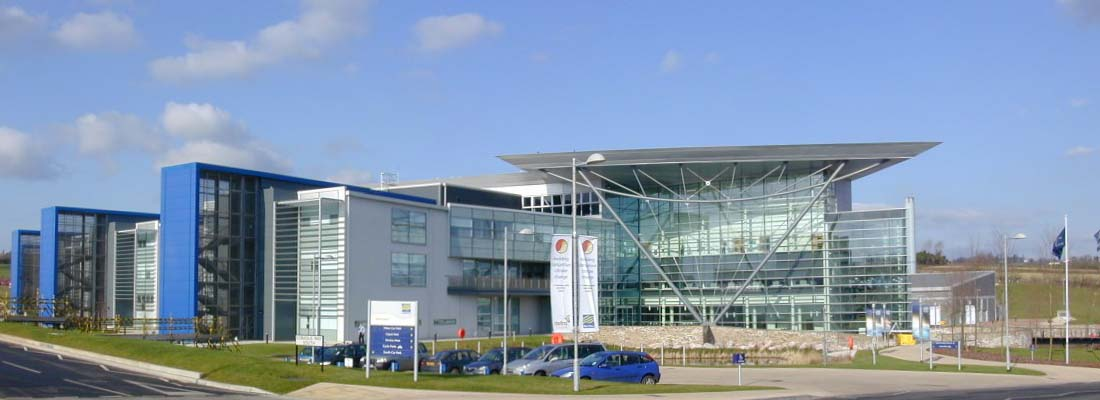
Siedziba Met Office

Exeter jest, obok Plymouth, jednym z głównych ośrodków gospodarczych hrabstwa Devon, mającym znaczenie regionalne. W 2012 roku lokalna gospodarka wytworzyła 3,7 mld GBP realnej wartości dodanej, co stanowi 31% ogółu wytworzonego w całym hrabstwie. Jednocześnie wielkość zatrudnienia na terenie Exeteru wyniosła ponad 83 tys., stanowiąc 28% całego zatrudnienia na terenie hrabstwa (dla porównania – liczba ludności miasta stanowi 16% ludności hrabstwa).
Lokalna gospodarka opiera się głównie na sektorze usługowym. Głównymi obszarami zatrudnienia są: służba zdrowia i opieka społeczna (18%), handel (17%) oraz edukacja (10%). Największymi pracodawcami (ponad 1000 pracowników) na terenie miasta są: Devon and Cornwall Police, Devon County Council (rada hrabstwa Devon), EDF Energy, Flybe, Met Office, Royal Devon and Exeter NHS Foundation Trust oraz University of Exeter.
Obszarami miasta o szczególnym znaczeniu gospodarczym są miasteczko akademickie Streatham Campus w północnej części miasta, zlokalizowane w centrum kompleksy handlowe Princesshay oraz Guildhall, oraz parki przemysłowe, m.in. Marsh Barton, Sowton Industrial Estate i Matford Business Park, w południowej i wschodniej części miasta.
Poziom bezrobocia w 2012 roku wyniósł 4,9% i był niższy niż średnia krajowa (7,9%). 24,2% mieszkańców w wieku produkcyjnym było biernych zawodowo (średnia krajowa – 22,4%), co w dużej mierze wynika ze znacznego udziału studentów w ogóle populacji.

## Transport
Exeter położony jest przy południowo-zachodnim krańcu autostrady M5, prowadzącej w kierunku Bristolu i łączącej miasto z resztą kraju. Alternatywną drogą na wschód jest A30, prowadząca w linii prostej do Londynu. Kontynuację autostrady w kierunku zachodnim, w stronę Kornwalii i zachodniego Devonu, stanowią drogi A30 i A38.
Przeprawa drogowa przez rzekę Exe odbywa się dwoma mostami zlokalizowanymi w centrum miasta (Exe Bridges), zespołem mostów w dzielnicy Countess Wear oraz autostradą M5 (najbardziej na południe wysunięta stała przeprawa przez Exe).
W mieście działa system komunikacji autobusowej z centralnym punktem przesiadkowym wzdłuż High Street i na dworcu autobusowym przy Paris Street oraz siecią parkingów typu park and ride.
Exeter posiada rozbudowaną sieć połączeń kolejowych, z głównym węzłem kolejowym na dworcu Exeter St Davids. Linia kolejowa do Bristolu (Bristol to Exeter Line), zbiega się tutaj z linią West of England Main Line w kierunku londyńskiego dworca Waterloo, kontynuując dalej na zachód w kierunku Plymouth (Exeter to Plymouth Line). Połączenie z Londynem zapewnia także odbijająca od linii bristolskiej odnoga Reading to Taunton Line, która swój bieg kończy na dworcu Paddington. Lokalne linie kolejowe prowadzą do Exmouth (Avocet Line), Paignton (Riviera Line) i Barnstaple (Tarka Line). Zlokalizowany w centrum dworzec Exeter Central obsługiwany jest przez pociągi do Waterloo. Na terenie miasta znajduje się też siedem innych stacji obsługujących ruch lokalny.
Na północny wschód od miasta znajduje się międzynarodowy port lotniczy.

## Kultura

### Muzea

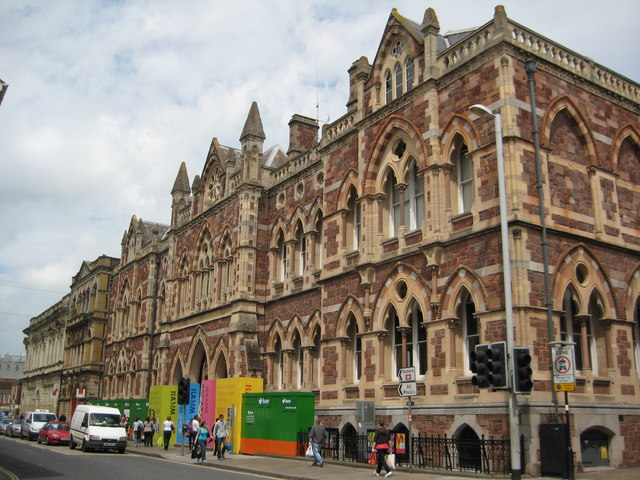
Royal Albert Memorial Museum

W mieście swoją siedzibę ma Royal Albert Memorial Museum (RAMM), w którego zbiorach znajduje się ponad milion eksponatów z dziedziny archeologii, etnografii, historii naturalnej i sztuki, pochodzących z całego świata. W 2012 roku RAMM nagrodzone zostało tytułem Muzeum Roku (Museum of the Year) przyznawanym przez organizację Arts Fund.
W klasztorze św. Mikołaja (St Nicholas Priory) mieści się muzeum życia w epoce Tudorów (XVI wiek), nieczynne ze względu na problemy strukturalne budynku.
Na terenie kampusu Uniwersytetu w Exeter znajduje się muzeum kinematografii Bill Douglas Centre, upamiętniające reżysera Billa Douglasa.
W Topsham zlokalizowane jest Topsham Museum poświęcone historii lokalnej tego miasta, obecnie dzielnicy Exeteru.

### Literatura
Jednym z najważniejszych dokumentów literatury średniowiecznej jest rękopis Exeter Book, przechowywany w miejskiej katedrze. Pochodzi z X wieku i jest jednym z czterech manuskryptów zawierających praktycznie całą zachowaną do dziś poezję staroangielską. Zawiera większość krótkich wierszy, utwory religijne i zbiór zagadek, niekiedy rubasznych. Niektóre z tych zagadek wyryto na stalowym obelisku na High Street, odsłoniętym 30 marca 2005.